# キュゥべえ
キュゥべえは、テレビアニメ『魔法少女まどか☆マギカ』に登場するキャラクター。まどか☆マギカの外伝漫画・『魔法少女まどか☆マギカ 魔獣編』『魔法少女おりこ☆マギカ』、『魔法少女かずみ☆マギカ 〜The innocent malice〜』などにも登場する。
「魔法の使者」を名乗る、マスコットのような外見の四足歩行動物であり、その正体は「インキュベーター」と呼ばれる、地球外生命体の端末。
声優は各作品共通で加藤英美里（英語版はカサンドラ・リー・モリス）が担当する。

## 役柄
性別は無いが、一人称は「僕」で二人称は「君」。親しみを持たせるのが目的なのか、魔法少女たちのことは下の名前で呼び捨てにする（本性を表した時などはフルネームで呼ぶこともある）。
キュゥべえ自身が選んだ人間にしかその姿は視認できず、会話は特定の対象とのテレパシーで行う。劇中では少女の願いを1つ叶える代わりに魂をソウルジェム化し、魔法少女へと変化させる「契約」を交わす役目を持つほか、ソウルジェムの浄化に用いて穢れが溜まったグリーフシードを背中の口らしき穴から取り込んだり、他の魔法少女のテレパシーを中継したりといった形で魔法少女に協力している。会話時はテレパシーのため口を開けないが、まどかからおかずなどをもらった時は動物のように口から食べる。ただし、個体維持のための一般的な食事が必要かは不明。また別個体が死んだ際にはその個体を捕食するシーンも見られる。

### 魔法少女まどか☆マギカ
物語序盤では魔法少女たちに対して友好的な態度で接し、様々な助言を与えており、魔法少女をスカウトするかわいらしい生物として登場するが、4話から本質が徐々に明かされていき、狡猾なエイリアンとしての顔を見せる。
『まどか☆マギカ』の関連作での魔法少女は、魔女と戦う存在でありながら絶望すると魔女になるという設定があり、魔女化の際には感情が莫大なエネルギーに転換される。キュゥべえの思惑はそのエネルギーを搾取し宇宙の延命に利用することにあり、そのためには交渉相手を騙すことも厭わない。ミスリードを誘う話術を駆使して目的を達成しようとする。エネルギーの搾取後の地球や犠牲になる魔法少女たちへ配慮する素振りはなく、自分たちは有史以前から人類の発展に十分な貢献をしているとし、宇宙の延命が地球人のためになるとも発言している。
作中では魔法少女として途方もない資質を秘めた鹿目まどかと執拗に契約しようとし、さらには魔女化させて莫大なエネルギーを得ることを目論んだが、最終的にその思惑はまどか自身の願いによって覆されることとなる。まどかによって再構成された世界では、魔女誕生によるエネルギーではなく、魔獣が生み出すコアを回収することでエネルギーを採取している。この世界では人間を騙して利用することに大した益がなく、あえて敵対する理由もないため、以前の世界では敵対していた暁美ほむらと共闘する形で魔獣との戦いに参加しており、他の魔法少女たちとも希望を叶えた対価について説明したうえで契約を交わしている。
理想に対する現実の象徴や、完全に否定したり拒絶することもできない存在としても位置付けられ、相容れない相手との共存という形での決着が意図された。

#### [新編]叛逆の物語
テレビ版および劇場版[後編]において世界が改変された後の物語である、劇場版[新編]でも暗躍する。テレビ版12話（改変後の世界）にてほむらから「円環の理」の話を聞かされ、絵空事だと聞き流しているように見せかけつつ、内心では「魔獣を倒して得られる小粒のグリーフシードを回収するより、ずっと効率のよい感情エネルギーの回収方法」であることに興味を持っていた。ほむらの疲弊したソウルジェムを実験の材料として、インキュベーターたちが作った観測所「マユの塔」内の空間遮断フィールドを駆使するなどして「円環の理」がほむらに接触しようとする際の観測を続け、最終的には「円環の理」の効率的な利用・すなわち『“まどか”の支配』を目論んでいた。しかし、ほむらの異変に気付いたまどかたち「円環の理」の案により、まどかの持つ「記憶」と「力」をさやかとなぎさに分散して預けていたため、インキュベーターは「ほむらの結界の影響でまどかは記憶喪失になっている」と錯誤したため策に嵌まり、後に5人の魔法少女らの活躍によってこの計画は失敗に終わった。
そして今度はほむらが、「円環の理」の力の一部を奪って因果律を再改変していく際、ほむらのまどかに対する“人間の根源的感情・すなわち『愛』”を知ると、人間の感情は自分たちが利用するには危険すぎると結論づけ地球への干渉を止めて他の天体へ行こうとした。しかしほむらから「宇宙に蔓延する穢れの浄化役」となることを強要され、逃げることも出来ずほむらに「支配される存在」となった。

### 魔法少女まどか☆マギカ[魔獣編]
最終話（第9話）でまどかによって改変された世界で、なぜか前魔獣世界や、時間の逆行についての記憶を持ち越しており、「叛逆の物語」に繋がる台詞を言っている。

### 魔法少女おりこ☆マギカ
外伝漫画のおりこ☆マギカでは美国織莉子からの情報に基づいて千歳ゆまと契約し、彼女を魔法少女にした。まどかの魔女化を阻止しようとする織莉子の策略によってまどかから遠ざけられていたが、最後にはまどかを見つける。

### 魔法少女かずみ☆マギカ
外伝漫画のかずみ☆マギカでは、「ジュゥべえ」という通常のインキュベーターとは異なる、固有の自我を持った個体が登場する。キュゥべえ自体は当初はシルエットのみ登場し、ジュゥべえと共に「あすなろ市」の魔法少女集団であるプレイアデス聖団の今後の動向を覗っている場面もあった。
あすなろ市にはプレイアデス聖団によって特殊な結界が張られたため、プレイアデスのメンバーは誰もキュゥべえのことを認識しなくなっただけでなく、過去のキュゥべえの行動をジュゥべえに置き換えて記憶させられており、聖団が崩壊状態となった時にキュゥべえの存在を思い出した魔法少女の海香とカオルの呼びかけに答える形で姿を現す。
存在が認識されなくなって以後も行動しており、あいりという少女に復讐を煽らせて契約を結んでいる。

### 魔法少女たると☆マギカ
外伝漫画のたると☆マギカでは、ジャンヌ・ダルク（タルト）たち少女と契約し、魔法少女にしている。この時代では「キューブ」と称している。タルトからは「天使様」と呼ばれており、タルト以外からもその容姿から天使と呼ばれる。

### 魔法少女すずね☆マギカ
外伝漫画のすずね☆マギカでは魔法少女の奏遥香と再会した際に、姿を消した鈴音を追っていたものの、キュゥべえ自身ですら鈴音を見つけられず、また鈴音がいつのころからか暗殺者へ化してしまったと告げている。日向茉莉からは「キュゥちゃん」と呼ばれている。
鈴音への復讐を企てていたカガリから、「自分の計画を他言しなければ魔女になるが、他言すれば魔女にならない」という交換条件を持ちかけられ、「鈴音が殺害した魔法少女たちから得られるはずだったエネルギーの総計よりも、鈴音とカガリから得られるエネルギーの方が上回っている間だけは他言しない」ことを約束していた。

### マギアレコード 魔法少女まどか☆マギカ外伝
舞台となる神浜市ではいつしか通常のキュゥべえが姿を見せなくなり（アニメ3話では神浜市に入ろうとした瞬間活動停止になる）、その代わりに小さな個体（小さいキュゥべえ）が登場し主人公の環いろはとともに行動するようになる。
この個体は過去に環うい・里見灯花・柊ねむの3人が、キュゥべえの持つ穢れの回収能力・エネルギー変換能力・物事の具現化能力をそれぞれ奪った結果生まれた存在である。そして3人がそれぞれ分担する形でキュゥべえの代わりとなる穢れの回収と魔法少女の浄化システムを構築する考えでいた。しかし、この能力を奪った直後にういの持つ能力が神浜市中に蔓延する穢れを全て回収しようと暴走、魔女化する寸前に至ったため、その時居合わせたアリナ・グレイの生成した結界にういを閉じ込めるともに、ういの魂だけをねむの能力で具現化しこの個体に封じ込めた。このため、ういの存在がなくなったことにされるとともに、アリナ・灯花・ねむの3人の目的が変わり「マギウス」および「マギウスの翼」が結成されるきっかけとなった。
最終決戦において、ういが自身が半魔女化したエンブリオ・イブ（幸福な魔女）から救い出されるが、イブが再びういを奪おうとしたときに小さいキュゥべえが飛び込むことでイブとともに消滅、神浜市内にのみ自動浄化システムを広げることとなった。その後万年桜を訪れたときに再び姿を現し、以降もいろはたちと行動を共にする一方、第2部においてはういと小さいキュゥべえとの感情がシンクロする場面も見られる。裏では本来のキュゥべえが小さいキュゥべえからシステムを操作する権限を剥奪しており、ドッペル化によるエネルギー獲得の効率を調査していた。またその影響で神浜市に入れるようになっている。その結果、希望と絶望の相転移による振り幅が少なく魔女化より効率が悪いことを突き止めており、後にソウルジェムが濁りきったひめなから自動浄化システムの再起動を要請されても断っている。
いろはたちがシステムの中に入ったところでシステムを完全にコントロールできるようになるも、かごめが魔法少女になったことで二度とシステムに干渉できなくなってしまう。その後鏡の魔女がシステムを掌握したことで神浜に入れるようになり、魔女が人類を消し去ればエネルギー回収が出来なくなるので、利害の一致をみて一時的にかごめと手を組む。その後は同じく宇宙の為に活動しているリヴィアに同行する。
一方、時女一族が住む山奥の集落においては、一族から「久兵衛様」と呼ばれ、神社の祭神として祀られている。また二木市においては紅晴結菜の先輩の魔法少女が魔女化したことで、魔法少女の真実を知らされた結菜を始めとする一団が扇動する形で、市内のキュゥべえを刈り尽くす「キュゥべえ狩り」が行われた結果、同市内においてはキュゥべえが全く現れなくなっている。湯国市においては魔法少女の存在を知り、魔女を呼び寄せる存在だとして魔法少女の迫害が行われており、その影響でキュゥべえが現れない。
古代エジプトのアレクサンドリア王朝に仕えるメトの一族からは白き獣の神、ヴァイキング時代の北欧の魔法少女からはフィルギャ、13世紀チベットの魔法少女からはジャータカ、ローマ帝国時代の魔法少女からはクビウスと呼ばれている。

#### 魔法少女まどか☆マギカ Scene0
本作オリジナルキャラクターのまばゆに対し度々助言を行っており、Film2ではまばゆが既に魔法少女になっている事と契約の記録が無い事、後にソウルジェムの真相を告げ、最終的に次の周での再会をまばゆと約束した。

## 特色
人間とは全く価値観の異なる地球外生命体であり、人の情を理解せず正論ばかりを語りかけるキャラクターとして描かれている。基本的には無表情で、口は食物摂取時にしか開かない。SF作家の山本弘によればSF作品に出てくるような地球外生命体でも大体は考え方が日本人やアメリカ人的であり、外見が奇妙であっても本当の意味で異質な存在と言えるものは少ないが、キュゥべえの場合は完全に異質な存在として描かれており、キュゥべえが人間を理解できないように、主人公のまどかや視聴者から見ても理解できない存在なのだと解説している。
同じ姿の別個体が複数存在し、それぞれが個々に個体の観念を備えておらず、彼らを地球へと送り込んだ存在を含めた種族全体が1つの意識を共有しており、各場面に登場するキュゥべえが全て同じ個体であるか否かすら定かではない。『[新編]叛逆の物語』では、大量の別個体が同時に登場している。
別個体に対する家族や同胞の情を持たず、種族全体が存続するためなら常に合理的な判断を下すが、口先で誘導したり状況を利用することはあっても知的種族に契約を強制することはルールに反するとし、魔法少女が魔女となることを極力待つという態度を取る。脚本の虚淵はキュゥべえには倫理観がないわけではなく、あの種族なりの倫理観があると述べており、キュゥべえ役を演じた声優の加藤英美里も悪意はないキャラクターであるとしている。
キュゥべえは劇中において、自らは通常、感情を持たない種族であり、感情は「極めて稀に見られる精神疾患」でしかなかったと自称している。しかし、最終話でまどかの願いを聞いた際には動揺し狼狽しているかのように描写されている。実際に脚本でもト書きで「狼狽えるキュゥべえ」との記載があり、声優の加藤もこの場面では感情を出す演技を音響監督から求められたと語っている。まどか役を演じた声優の悠木碧は、合理的ではなく人間的な願いであったからこそ、合理性でのみ行動するキュゥべえを動揺させることができたのではないかという解釈を披露している。

## キャラクター設計
見た目はかわいいが、ロジカルに残酷な発言をする小動物というのが、『魔法少女まどか☆マギカ』の最初の企画会議のころから存在したコンセプトである。脚本やキャラクター原案の段階ではかわいらしい動物のように見せかけることが意図されていたものの、テレビアニメ本編では先の展開を知っているスタッフによって監督の思惑以上に不気味で邪悪な演出がされた。口を動かさずにテレパシーでしゃべるという設定は監督の新房による発案であり、元は動物型のキャラクターが口を開けて人語をしゃべることに違和感にあることから提案されたものであったが、実際に映像化してみると怪しくなってしまったと述べている。脚本の虚淵は1話の初見時、表情が変わらないことに驚いたという。
劇中では明言されていないものの、インキュベーター（英語: Incubator）とは孵卵器の意味であり、ソウルジェムから魔女を孵化させるキュゥべえの役割を示唆するものとなっている。こうした設定を反映して、キュゥべえの背中には卵形の模様が描かれている。耳から生えた羽にはリングが浮いているが、これは宇宙感を出したかったとしている。
放映当初の公式サイトでは「キュウべぇ」と表記されていたが、後に発行されている印刷媒体の出版物などでは基本的に「キュゥべえ」という表記に統一されており、後に公式サイトの記述も修正された。なお、脚本の虚淵玄は、この「キュゥべえ」という表記について、「クトゥルフ神話の神々のように、発音不能にすることで、宇宙的恐怖を味わわせる」という狙いがあったことを明かしている。
PSP版のCMではまどかとのダブル司会を務めている。

## 現実での反響
視聴者の間では、キュゥべえの悪役としての憎たらしさや言葉巧みに魔法少女たちを翻弄する話術が話題となり、インターネット上ではキュゥべえの台詞「僕と契約して、魔法少女になってよ！」が元ネタである「僕と契約して、○○になってよ！」が流行し、2011年度ネット流行語大賞銅賞を受賞した。NHKで放送された『MAG・ネット』第41回では、キュゥべえの話題も取り上げられた。こうした反響について、脚本を担当した虚淵は大きく物語が動く瞬間に発せられた台詞が、その場面のインパクトと共に視聴者の心に印象づけられたのではないかと分析している。
庵野秀明は「いいですよね、キュゥべえ。口パクも排除し記号としてのキャラクターとして、徹底されて気持ちいいですね。」と評している。
2011年10月には、ニュータイプアニメアワード2011マスコットキャラクター部門を受賞した。2013年と2015年には3位と5位になった。　
加藤英美里は第6回声優アワードの助演女優賞を受賞した。また、2015年12月、キュゥべえは「アニメの最も邪悪な悪党」の1つにマイナビスチューデントが実施した調査でなった。Otaku USAでは3番目にかわいいマスコットキャラクターに選ばれている。
UK Anime Networkのアンディ・ハンリーはキュゥべえを「奇妙な猫のような姿」と表現した。Anime News Networkのガブリエラ・エカンズは「功利主義の論理を体現する宇宙人」と特徴づけた。THEM Anime Reviewsのジェイコブ・チュロスはキュゥべえの見せる顔の変化を論じた。
Aniplex of AmericaのEJ・リベラは2012年、「ファンは彼を嫌うために愛する」と述べた。
キュゥべえは雑誌ペーストに最高のアニメの悪役第8位に選ばれた。Anime News Networkのリンジー・リヴァレッジは魔法少女への裏切りゆえキュゥべえを「8つの衝撃的な裏切り者」の第3位に選んだ。Game Revolutionも「最高のアニメの裏切り者」のリストに含めている。またコミック・ブック・リソーシズはキュゥべえを「アニメにおける20の最も強い宇宙人」の第1位に選んだ。アストレイ・グレンはキュゥべえについて「きわめて殺しにくい」と述べた。
船橋競馬にはキュゥべえの台詞が馬名の元ネタとなっている「ワケガワカラナイヨ」という競走馬（牡馬）がいる。
インターネット上では視聴者から「QB」と略される。

## 商品化
多くのキュゥべえをもとにした商品が作られた。例えばグッドスマイルカンパニーのフィギュアねんどろいど、ソファとお風呂セット、豪華な人形、抱き枕があげられる。